# Oksana Verevka
Oksana Alexándrovna Verevka –en ruso, Оксана Александровна Веревка– (Chernígov, URSS, 22 de noviembre de 1977) es una deportista rusa que compitió en natación.
Ganó dos medallas de bronce en el Campeonato Mundial de Natación en Piscina Corta, en los años 1999 y 2002, una medalla de oro en el Campeonato Europeo de Natación de 1997 y dos medallas en el Campeonato Europeo de Natación en Piscina Corta, en los años 2000 y 2001.
Participó en dos Juegos Olímpicos de Verano, en los años 2000 y 2004, ocupando el sexto lugar en Sídney 2000, en la prueba de 200 m estilos.

## Palmarés internacional
| Campeonato Mundial en Piscina Corta | Campeonato Mundial en Piscina Corta | Campeonato Mundial en Piscina Corta | Campeonato Mundial en Piscina Corta |
| Año                                 | Lugar                               | Medalla                             | Prueba                              |
| ----------------------------------- | ----------------------------------- | ----------------------------------- | ----------------------------------- |
| 1999                                | Hong Kong (China)                   | Medalla de bronce                   | 100 m estilos                       |
| 2002                                | Moscú (Rusia)                       | Medalla de bronce                   | 200 m estilos                       |
| Campeonato Europeo                  |                                     |                                     |                                     |
| Año                                 | Lugar                               | Medalla                             | Prueba                              |
| 1997                                | Sevilla (España)                    | Medalla de oro                      | 200 m estilos                       |
| Campeonato Europeo en Piscina Corta |                                     |                                     |                                     |
| Año                                 | Lugar                               | Medalla                             | Prueba                              |
| 2000                                | Valencia (España)                   | Medalla de plata                    | 200 m estilos                       |
| 2001                                | Amberes (Bélgica)                   | Medalla de bronce                   | 100 m estilos                       |